# Torre de Cortsaví
La Torre de Cortsaví és una torre medieval de guaita del terme comunal de Cortsaví, a la comarca del Vallespir, de la Catalunya del Nord.
Està situada al costat mateix del poble, a ponent, enlairada en un coster.

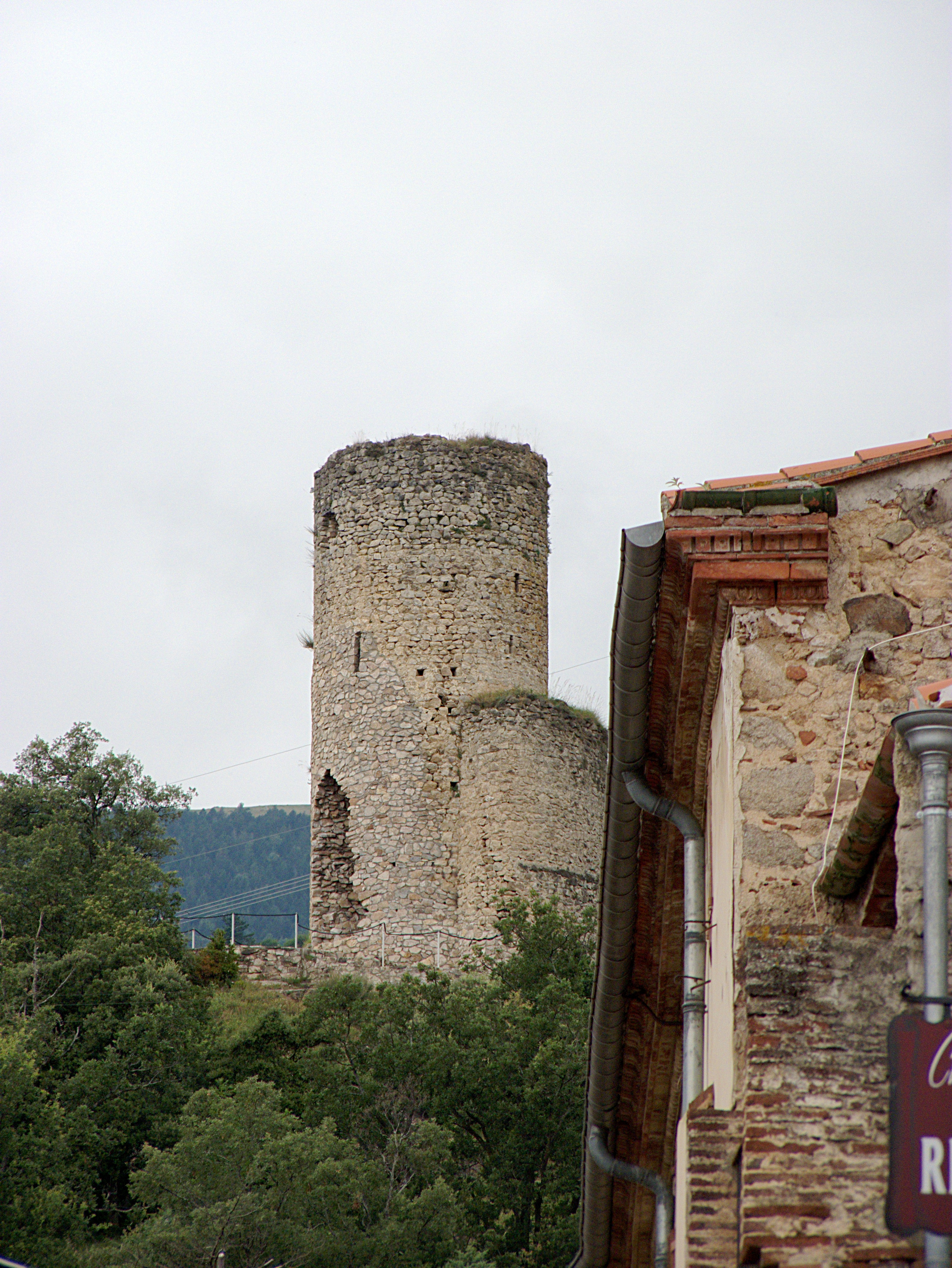
La torre, des del poble

És una construcció romànica del segle xiii, de la qual no hi ha cap mena de constància documental. Probablement fou dreçada per tal de reforçar les defenses del Castell de Cortsaví. És una torre cilíndrica de traça molt esvelta, tot i que només se'n conserven uns deu metres d'alçada, interiorment dividits en dos pisos. L'espai interior fa 2,5 m de diàmetre, i el gruix dels murs és de 2 metres. El pis inferior està revestit d'un contrafort d'un metre i mig més de gruix que folra la torre per tots els costats, llevat del sud, on hi havia la porta d'entrada. Un gran esvoranc esventra la torre precisament per aquest costat, de manera que no es conserva la porta. Aquest esvoranc, per tal de preservar la resta de la torre, que es conserva sencera, va ser tapat el 1995 amb el mateix tipus de pedra, llevat d'un punt a la base, que fa de porta. L'interior presenta dues estances cobertes amb volta de cúpula semiesfèrica, de 5 metres d'alçada cadascuna.